# Tatarská omáčka
Tatarská omáčka (francouzsky sauce tartare, hovorově tatarka) je majonéza, do níž se přimíchává koření a zelenina, nejčastěji nadrobno nakrájené sterilované okurky. Bývá dochucována octem, worcestrovou omáčkou či hořčicí, může obsahovat dodatečně přidaný olej (olej je základní součástí majonézy a jako takový je v ní přítomen) a další přísady. Někde jsou její součástí i další ingredience, např. cibule, kapary, česnek, cukr, citronová šťáva, pažitka a další.

## Užití
Hodí se jako příloha, respektive dochucovadlo k mnoha pokrmům, zejména smaženým. Pro tyto účely je výhodnější než majonéza, protože je řidší. To je společně s chuťovými vlastnostmi hlavním důvodem její výroby. Lze tatarku vyrobit zcela domácí z vajec, oleje a dochucovadel nebo si ji připravit z kupované majonézy přimícháním zeleniny a koření.
Tatarská omáčka je běžné zboží potravinářských obchodů, nicméně je možné si ji vyrobit doma. V tomto případě je vhodné ji spotřebovat co nejdříve po zhotovení. Přidání čehokoliv do majonézy ji kontaminuje bakteriemi, což prudce sníží její životnost. Tatarská omáčka prodávaná v obchodech bývá velice rozdílné kvality, mnohdy obsahuje náhražkové suroviny, zejména vodu se zahušťovadly a přídatnými látkami nebo obsahuje jen minimum vaječných žloutků.
Češi jsou zřejmě největšími milovníky tatarské omáčky na světě. Zatímco ostatní národy si máčejí hranolky v kečupu, Češi k nim raději jedí tatarku. Utratí za ni o 40 % více peněz než za kečup. Užívá se i na Ukrajině, často ve variantě s koprem. 
Alternativně lze náhražkovou tatarskou omáčku vyrobit i z bílého jogurtu namísto z majonézy. Nejstarší recepty na tatarskou omáčku pochází z Anglie a Francie z 19. století.